# Can Riera (Cerdanyola del Vallès)
Can Riera és un edifici de Cerdanyola del Vallès (Vallès Occidental) inclòs a l'Inventari del Patrimoni Arquitectònic de Catalunya.

## Descripció
Es tracta d'una torre de planta quadrangular edificada en un terreny amb pendent. Consta de planta baixa, pis i golfes, amb coberta de teula a dues vessants amb el cos transversal més elevat, que configura l'acabament del cos central de la façana i dues petites mansardes als costats. Als pisos les obertures són d'arc carpanell mentre que a les golfes són d'arc de mig punt. Hi ha un porxo d'accés amb balustrada superior que delimita el voladís del balcó del primer pis. És remarcable la decoració de les obertures amb guardapols superior de teula.

## Història
L'edifici de Can Riera va ser construït l'any 1928 amb estil noucentista.